# Nangavaram
Nangavaram es una ciudad y nagar Panchayat situada en el distrito de Karur en el estado de Tamil Nadu (India). Su población es de 17629 habitantes (2011).

## Demografía
Según el censo de 2011 la población de Nangavaram era de 17629 habitantes, de los cuales 8614 eran hombres y 9015 eran mujeres. Nangavaram tiene una tasa media de alfabetización del 72,49%, superior a la media estatal del 80,09%: la alfabetización masculina es del 81,79%, y la alfabetización femenina del 63,67%.